# Exequiel Ramírez
Exequiel Horacio Ramírez Valero (* 20. September 1924 in Santiago de Chile; † 9. Mai 2000 in San Miguel) war ein chilenischer Radrennfahrer und nationaler Meister im Radsport.

## Sportliche Laufbahn
Ramírez war im Straßenradsport und im Bahnradsport aktiv. 1948 war er Teilnehmer der Olympischen Sommerspiele in London. Das olympische Straßenrennen beendete er nicht. Chile kam mit Mario Masanés, Exequiel Ramírez, Rogelio Salcedo und Renato Iturrate nicht in die Mannschaftswertung.
1945 und 1946 gewann er die nationale Meisterschaft im Straßenrennen. 1950 wurde er Südamerikameister im Punktefahren über 50 Kilometer. Bei den Panamerikanischen Spielen 1951 holte er eine Goldmedaille im Australischen Verfolgungsfahren. In dieser Disziplin gewann er von 1946 bis 1951 auch den nationalen Titel, ebenso im Punktefahren. Dreimal gewann er den Titel im Mannschaftszeitfahren. 1952 erlitt er beim Training im Velodrom des Nationalstadions einen schweren Unfall, der ihn in der Folge zum Rücktritt vom Sport zwang.  